# Клопов, Михаил Иванович
Михаил Иванович Клопов (1925 — 1980) — номер расчёта зенитного крупнокалиберного пулемёта 18-го отдельного гвардейского дивизиона ПВО, гвардии ефрейтор — на момент представления к награждению орденом Славы 1-й степени.

## Биография
Родился 16 октября 1925 года в селе Верхотомка. Окончил 6 классов и ремесленное училище. Работал в колхозе.
В октябре 1942 года был призван в Красную Армию. Прошёл подготовку в запасном полку. Только весной 1943 года с маршевой ротой прибыл в действующую армию и был зачислен пулемётчиком в 1-й батальон 221-го гвардейского стрелкового полка 77-й гвардейской стрелковой дивизии. Дивизия в то время в составе 61-й армии Брянского фронта занимала оборону по восточному берегу Оки западнее города Болхов. В одном из первых боёв был ранен в руку и направлен в медсанбат. Здесь бойцу вручили медаль «За отвагу». Из медсанбата Клопова отправили во фронтовой госпиталь.
После излечения был направлен в 14-ю гвардейскую кавалерийскую дивизию и назначен первым номером крупнокалиберного пулемёта ДШК в 18-й отдельный гвардейский дивизион ПВО. В составе этого дивизиона он прошёл с боями от города Ковель до Эльбы.
15-23 апреля 1944 года в боях в районе села Ставки при отражении вражеской контратаки гвардии ефрейтор Клопов, выдвинувшись с пулемётом в боевые порядки пехоты, уничтожил более трёх десятков противников. 23 марта при наступлении на деревню Писожева Воля он истребил ещё восемь противников.
Приказом командира 14-й гвардейской кавалерийской дивизии от 19 июня 1944 года гвардии ефрейтор Клопов Михаил Иванович награждён орденом Славы 3-й степени.
В июле 7-й гвардейский кавалерийский корпус, войдя в прорыв в полосе 69-й армии, с ходу форсировал реку Западный Буг и вступил на территорию Польши. 23 июля кавалеристы ворвались в город Люблин и, не задерживаясь в нём, вслед за танками устремились на Вислу.
После захвата плацдарма в районе Пулавы кавалеристы были отведены на восточный берег в резерв 1-го Белорусского фронта и до января 1945 года занимались боевой учёбой, готовились к новым боям. 15 января 7-й гвардейский кавалерийский корпус был введён в прорыв и развернул активные боевые действия в направлении Радом, Томашув-Мазовецки, Лодзь.
В бою 27 января 1945 года у населённого пункта Тшциница гвардии ефрейтор Клопов с расчётом находился в боевых порядках пехоты. Огнём из пулемёта подавил 2 огневые точки, миномётный расчёт и более 10 солдат противника. Когда кончились патроны, продолжил бой с трофейным автоматом, истребив ещё несколько противников.
Приказом по войскам 1-го Белорусского фронта от 7 мая 1945 года гвардии ефрейтор Клопов Михаил Иванович награждён орденом Славы 2-й степени.
После выхода наших частей на реку Одер 18-й отдельный гвардейский дивизион ПВО нёс службу по прикрытию переправ от воздушных налётов. В апреле 1945 года пред началом Берлинской операции 7-й гвардейский кавалерийский корпус был переброшен на правое крыло 1-го Белорусского фронта. Вступив в бой, кавалеристы наносили удар в обход Берлина с северо-запада.
21-25 апреля 1945 года на подступах к городу Ратенов при отражении налёта авиации Клопов сбил вражеский истребитель. Ведя заградительный огонь по вражеским бомбардировщикам, не дал им возможности провести прицельное бомбометание. 27-28 апреля в уличных боях в городе Ратенов нанёс врагу большой урон в живой силе, уничтожив более двух десятков вражеских солдат, пленил унтер-офицера.
4 мая гвардейцы вышли на реку Эльба и здесь ещё четыре дня вели бои с отходящими на восток гитлеровцами. Здесь гвардеец Клопов встретил День Победы.
Указом Президиума Верховного Совета СССР от 15 мая 1946 года за образцовое выполнение заданий командования в боях с захватчиками на завершающем этапе Великой Отечественной войны гвардии ефрейтор Клопов Михаил Иванович награждён орденом Славы 1-й степени. Стал полным кавалером ордена Славы.
В 1947 году старшина Клопов демобилизован. Вернулся в родное село. Работал председателем колхоза «Новая Заря» в селе Елыкаево Кемеровского района. Когда был создан совхоз, руководил в нём животноводческой фермой. Член КПСС с 1960 года. С 1970 года трудился помощником директора Елыкаевской средней школы по хозяйственной части. Скончался 20 января 1980 года. Его именем названа улица в селе Елыкаево.
Награждён орденами Красной Звезды, Славы 3-х степеней, медалями.